# John Mark Ainsley
John Mark Ainsley (Crewe, Cheshire, Inglaterra, 9 de julio de 1963) es un tenor británico, muy prestigioso por sus interpretaciones de música barroca y de Wolfgang Amadeus Mozart, Janáček o Britten.

## Biografía
Se inició en coros y estudió con Anthony Rolfe Johnson. Debutó en 1987 dirigido por Simon Rattle. En ópera se destaca en Idomeneo, La clemenza di Tito, Orfeo y Don Ottavio en Don Giovanni. Ha cantado en el Covent Garden, el Festival de Salzburgo, el Festival de Glyndebourne, la Ópera de San Francisco, en Múnich, Viena, Nueva York, etc.
En 2007 se unió civilmente al organista William Whitehead.